# Scapulaseius sichuanensis
Scapulaseius sichuanensis är en spindeldjursart som först beskrevs av Wu och Li 1985.  Scapulaseius sichuanensis ingår i släktet Scapulaseius och familjen Phytoseiidae. Inga underarter finns listade i Catalogue of Life.